# Branwen
Branwen (Branwen ferch Llˆyr) – celtycka bogini, córka Llyra, który był walijskim odpowiednikiem iryjskiego boga morza Lira, siostra Brana Błogosławionego.

## Opis Legendy
Pewnego razu król Irlandii Matholwch przybył na dwór Brana w Harlech. Podczas spotkania obaj uzgodnili, że Branwen zostanie żoną iryjskiego króla. Nie wysłuchali jednak opinii jej przyrodniego brata Efnisiena, który uznając to za zniewagę zemścił się na iryjskim królu i okaleczył mu konie. Bran jako rekompensatę za konie podarował irlandzkiemu władcy czarodziejski kocioł. Matholwch powrócił do Irlandii, zabierając ze sobą Branwen, którą przyjęto z wielką radością, gdyż okazała się hojna w rozdawaniu prezentów, a także urodziła królowi syna Gwerna. Po kilku latach rodzina i przyjaciele Matholwcha uznali, że rekompensata, którą dał Bran, jest niewystarczająca. Aby ich zadowolić, Matholwch zdecydował, że Branwen straci swoją pozycję królowej i będzie kuchtą przy dworze. Przez następne trzy lata, pracując w pałacowych kuchniach, Branwen hodowała szpaka, którego uczyła, jak rozpoznać jej brata Brana. Następnie wysłała ptaka przez morze z przywiązanym do nóżki listem, w którym opisała, w jaki sposób została potraktowana. Gdy Bran dowiedział się o jej losie, przybył z armią do Irlandii.
Jej prawdopodobny grób, kurhan, Bedd Branwen znajduje się w północnej Walii. Istnieją paralele między nią a walijską boginią Rhiannon. Jej imieniem (Branwen’s Seat) nazwano szczyt w Walii w paśmie wzgórz Berwyn.